# Benjamin Kigen
Benjamin Kigen (5 de julio de 1993) es un deportista keniano que compite en atletismo. Participó en los Juegos Olímpicos de Tokio 2020, obteniendo una medalla de bronce en la prueba de 3000 m obstáculos.

## Palmarés internacional
| Juegos Olímpicos | Juegos Olímpicos | Juegos Olímpicos  | Juegos Olímpicos  |
| Año              | Lugar            | Medalla           | Prueba            |
| ---------------- | ---------------- | ----------------- | ----------------- |
| 2020             | Tokio (Japón)    | Medalla de bronce | 3000 m obstáculos |